# Christoph Krenn (Skirennläufer)
Christoph Krenn (* 7. Juli 1994 in Scheibbs) ist ein österreichischer Skirennläufer. Er ist vor allem in den Disziplinen Abfahrt und Super-G erfolgreich.

## Biografie
Krenn stammt aus Göstling an der Ybbs in Niederösterreich. Er war zweifacher österreichischer Schülermeister im Riesenslalom, gewann 2007 den Riesenslalom beim Trofeo Topolino und war sowohl 2007 als auch 2008 dreifacher niederösterreichischer Landesmeister. Ab Dezember 2009 begann er FIS-Rennen zu bestreiten. Im Februar 2011 war er Teilnehmer des Europäischen Olympischen Jugendfestivals in Liberec. Wegen eines Kreuzbandrisses verpasste er die gesamte Saison 2011/12. Danach spezialisierte er sich allmählich auf die schnellen Disziplinen. Mitte Januar 2015 folgten die ersten Einsätze im Europacup.
Ende Dezember 2015 gewann Krenn erstmals ein FIS-Rennen. Seinen ersten Europacupsieg feierte er am 21. Dezember 2016 beim Super-G auf der Reiteralm. Sechs Tage später hatte er sein Weltcup-Debüt: Im Super-G von Santa Caterina fuhr er auf Platz 28 und gewann auf Anhieb Weltcuppunkte. Dabei verletzte er sich jedoch leicht am Knie, was ihn zu einer mehrwöchigen Pause zwang. Wieder genesen, errang er Mitte Februar 2016 den österreichischen Junioren-Abfahrtsmeistertitel. Im Winter 2016/17 ging er überwiegend im Europacup an den Start, während Weltcupeinsätze ausblieben. Ende Dezember 2017 gewann er erneut den Europacup-Super-G auf der Reiteralm. Hinzu kamen im Verlauf der Saison 2017/18 zwei weitere Podestplätze. Damit entschied er die Super-G-Disziplinenwertung für sich und sicherte sich somit einen fixen Weltcup-Startplatz.
Am 1. Dezember 2018 fuhr Krenn im Super-G von Beaver Creek mit hoher Startnummer überraschend auf Platz sechs.

## Erfolge

### Weltcup
- 1 Platzierung unter den besten zehn

### Weltcupwertungen
| Saison  | Gesamt | Gesamt | Abfahrt | Abfahrt | Super-G | Super-G |
| Saison  | Platz  | Punkte | Platz   | Punkte  | Platz   | Punkte  |
| ------- | ------ | ------ | ------- | ------- | ------- | ------- |
| 2016/17 | 158.   | 3      | –       | –       | 53.     | 3       |
| 2017/18 | 129.   | 15     | 48.     | 9       | 46.     | 6       |
| 2018/19 | 79.    | 72     | –       | –       | 19.     | 72      |
| 2019/20 | 151.   | 6      | –       | –       | 52.     | 6       |
| 2020/21 | 150.   | 2      | –       | –       | 56.     | 2       |
| 2022/23 | 145.   | 9      | –       | –       | 57.     | 9       |
| 2023/24 | 106.   | 27     | –       | –       | 35.     | 27      |

### Europacup
- Saison 2016/17: 4. Super-G Wertung
- Saison 2017/18: 9. Gesamtwertung, 1. Super-G Wertung, 7. Abfahrtswertung
- Saison 2021/22: 4. Gesamtwertung, 2. Super-G-Wertung, 7. Abfahrtswertung
- Saison 2023/24: 8. Super-G-Wertung, 9. Abfahrtswertung
- 13 Podestplätze, darunter 2 Siege:

| Datum             | Ort       | Land       | Disziplin |
| ----------------- | --------- | ---------- | --------- |
| 21. Dezember 2016 | Reiteralm | Österreich | Super-G   |
| 21. Dezember 2017 | Reiteralm | Österreich | Super-G   |

### Weitere Erfolge
- 1 österreichischer Junioren-Meistertitel (Abfahrt 2016)
- 6 Siege bei FIS-Rennen
- Europäisches Olympisches Jugendfestival 2009: 16. Slalom